# Партия труда (Литва)
Па́ртия труда́ (лит. Darbo partija) — политическая партия в Литве, созданная литовским миллионером русского происхождения Виктором Успасских в 2003 году, менее чем за год до парламентских выборов, состоявшихся в октябре 2004 года.
Состоит в основном из малоизвестных литовских политиков, среди которых десять официальных миллионеров. Основатель партии Виктор Успасских позиционировал её как левоцентристскую, позже партия сместилась несколько вправо, заняв центристские позиции.
14 июня 2022 года на заседании президиума временно исполняющим обязанности председателя избран Виктор Фёдоров. На съезде 4 сентября новым председателем избран член Сейма Андрюс Мазуронис.

## Политическая платформа
Основную поддержку партии, которая построила свою избирательную кампанию на обещаниях снижения налогов, увеличения зарплаты, борьбы с коррупцией (которые в литовских СМИ назвали «популистскими»), оказали малообеспеченные слои населения.

## Участие в выборах
2004
В июне 2004 года ПТ добилась ошеломляющего успеха на выборах в Европарламент (получив пять из 13 выделенных Литве мест).
По итогам сенсационно закончившихся парламентских выборов октября 2004 года Партия труда получила 39 мандатов из 141, что позволило ей сформировать самую крупную фракцию в Сейме Литовской Республики. Заместитель председателя партии Викторас Мунтянас после парламентских выборов стал заместителем председателя Сейма. Партия труда вошла в коалиционное правительство с социал-демократами и социал-либералами.
10 ноября 2004 четырёхпартийная коалиция закончила переговоры о распределении портфелей в будущем правительстве Литвы. Действующая правящая коалиция Литовской социал-демократической партии (ЛСДП) и Нового союза получили пост премьер-министра (Альгирдас Бразаускас) и семь из 13 портфелей, а также пост председателя сейма (Артурас Паулаускас), а Партия труда (ТП) и Союз крестьян и новой демократии (СКНД) — 6 портфелей.
В ведении ПТ были министерство хозяйства, МВД, министерство юстиции, здравоохранения и культуры, в ведении СКНД — министерство сельского хозяйства.
В июне 2005 года министр хозяйства Литвы Виктор Успасских подал в отставку и был уволен премьер-министром после того, как комиссия по служебной этике констатировала, что министр нарушил закон о согласовании общественных и частных интересов на государственной службе.
В апреле 2006 года парламент большинством голосов (94 «за», 11 «против») отстранил А. Паулаускаса от должности председателя Сейма в связи со скандальными фактами злоупотреблений в канцелярии Сейма. Новым председателем парламента избран заместитель председателя Партии труда Викторас Мунтянас, который вскоре с группой своих сторонников вышел из ПТ и создал собственную Партию гражданской демократии.
В 2006 году, во время отъезда В. Успасских в Москву, в Литве ему были предъявлены обвинения в финансовых махинациях. Через год он вернулся в Литву, для участия в выборах в Сейм. Во время его отсутствия председателем партии был избран Кястутис Даукшис.
2011
На муниципальных выборах 2011 года партия набрала 110 040 голосов из 1,1 млн и получила 165 из 1526 мест. В Вильнюсе партия получила 8 мест из 51, в Каунасе — 4 из 41.
2012
На парламентских выборах 2012 года за Партию труда проголосовали 271 520 избирателей (19,82 %), благодаря чему она получила в Сейме 17 мест, заняв первое место. Ещё 12 мандатов трудовики выиграли в одномандатных округах. В результате партия завоевала 29 мест в парламенте, уступив по этому показателю только социал-демократам и консерваторам. По итогам выборов в Литве обсуждается возможность создания коалиционного правительства, в которое могут войти социал-демократы, трудовики, партия «Порядок и справедливость» и, возможно, Избирательная акция поляков Литвы. Участвовала в правительстве с 2012 по 2016 годы.
2014
На выборах в Европарламент 2014 года партия набрала 12,81 % голосов, получив 1 мандат из 11 отведённых Литве.
2016
На парламентских выборах 2016 года за Партию труда проголосовали 59 620 избирателей (4,68 %), таким образом не получив в Сейме места, заняв восьмое место. В Сейм попал лишь два представителя партии, победившие во 2-м туре в одномандатном округе.
2020
На парламентских выборах 2020 года за Партию труда проголосовали 110 773 избирателей (9,43 %), получив в Сейме девять мест, партия заняла третье место. Ещё один представитель партии, победил во 2-м туре в одномандатном округе.